# 30024 Neildavey
30024 Neildavey è un asteroide della fascia principale. Scoperto nel 2000, presenta un'orbita caratterizzata da un semiasse maggiore pari a 2,2509082 UA e da un'eccentricità di 0,1591427, inclinata di 3,20129° rispetto all'eclittica.